# Suit & Tie
"Suit & Tie"는 미국 가수 겸 작곡가 저스틴 팀버레이크의 노래이다. 그의 세번째 스튜디오 앨범인 The 20/20 Experience (2013)에 수록되었다. 저스틴 팀버레이크를 비롯해 팀발랜드, 제이지, 제롬 하몬, 제임스 폰틀로이가 작사에 참여했으며 작곡으로는 팀발랜드와 팀버레이크, 제롬 하몬이 참여했다.

## 곡 목록
- Digital download[1]

1. "Suit & Tie" featuring Jay-Z – 5:27

- Digital download – Radio Edit[2]

1. "Suit & Tie" (Radio edit) featuring Jay-Z – 4:29